# Stephens City
Stephens City és una població dels Estats Units a l'estat de Virgínia. Segons el cens del 2009 tenia 1.503 habitants.

## Demografia
Segons el cens del 2000, Stephens City tenia 1.146 habitants, 500 habitatges, i 291 famílies. La densitat de població era de 311,6 habitants per km².
Dels 500 habitatges en un 26,8% hi vivien nens de menys de 18 anys, en un 43,6% hi vivien parelles casades, en un 10% dones solteres, i en un 41,8% no eren unitats familiars. En el 33,4% dels habitatges hi vivien persones soles el 9,6% de les quals corresponia a persones de 65 anys o més que vivien soles. El nombre mitjà de persones vivint en cada habitatge era de 2,29 i el nombre mitjà de persones que vivien en cada família era de 2,97.
Per edats la població es repartia de la següent manera: un 23,7% tenia menys de 18 anys, un 8,8% entre 18 i 24, un 32,5% entre 25 i 44, un 23,8% de 45 a 60 i un 11,1% 65 anys o més.
L'edat mediana era de 36 anys. Per cada 100 dones de 18 o més anys hi havia 88,4 homes.
La renda mediana per habitatge era de 35.200$ i la renda mediana per família de 41.827$. Els homes tenien una renda mediana de 29.432$ mentre que les dones 22.313$. La renda per capita de la població era de 17.998$. Entorn del 6% de les famílies i el 9,2% de la població estaven per davall del llindar de pobresa.

## Poblacions més properes
El següent diagrama mostra les poblacions més properes.